# John Qetu
John Still Tari Qetu, né le 7 juillet 1983, est un homme politique vanuatais.

## Biographie
Membre du Parti national unifié, il est élu député d'Ambae au Parlement de Vanuatu aux élections législatives de 2020. Réélu aux élections anticipées de 2022, il est nommé ministre de la Justice par le Premier ministre Ishmael Kalsakau. Avec la chute du gouvernement Kalsakau en septembre 2023, le nouveau Premier ministre Sato Kilman le nomme ministre de la Jeunesse, de la Formation et des Sports,. Il surprend en promettant non seulement de poursuivre les initiatives entamées par son prédécesseur Tomker Netvunei mais aussi de travailler en collaboration avec lui sur les projets à venir de son ministère.
Après moins de trois semaines, il quitte toutefois le gouvernement, se joint à l'opposition parlementaire et signe une motion de censure contre le gouvernement Kilman,. Le gouvernement Kilman tombe, et John Qetu est nommé ministre de la Santé dans le nouveau gouvernement que forme Charlot Salwai,.